# میلی ترنر
میلی ترنر (انگلیسی: Millie Turner؛ زادهٔ ۷ ژوئیهٔ ۱۹۹۶) بازیکن فوتبال اهل انگلستان است.
از باشگاه‌هایی که در آن بازی کرده‌است می‌توان به باشگاه فوتبال زنان اورتون و باشگاه فوتبال زنان منچستر یونایتد اشاره کرد.
وی همچنین در تیم‌های ملی فوتبال England women's national under-19 football team و England women's national under-23 football team بازی کرده‌است.